# 柯巴脂

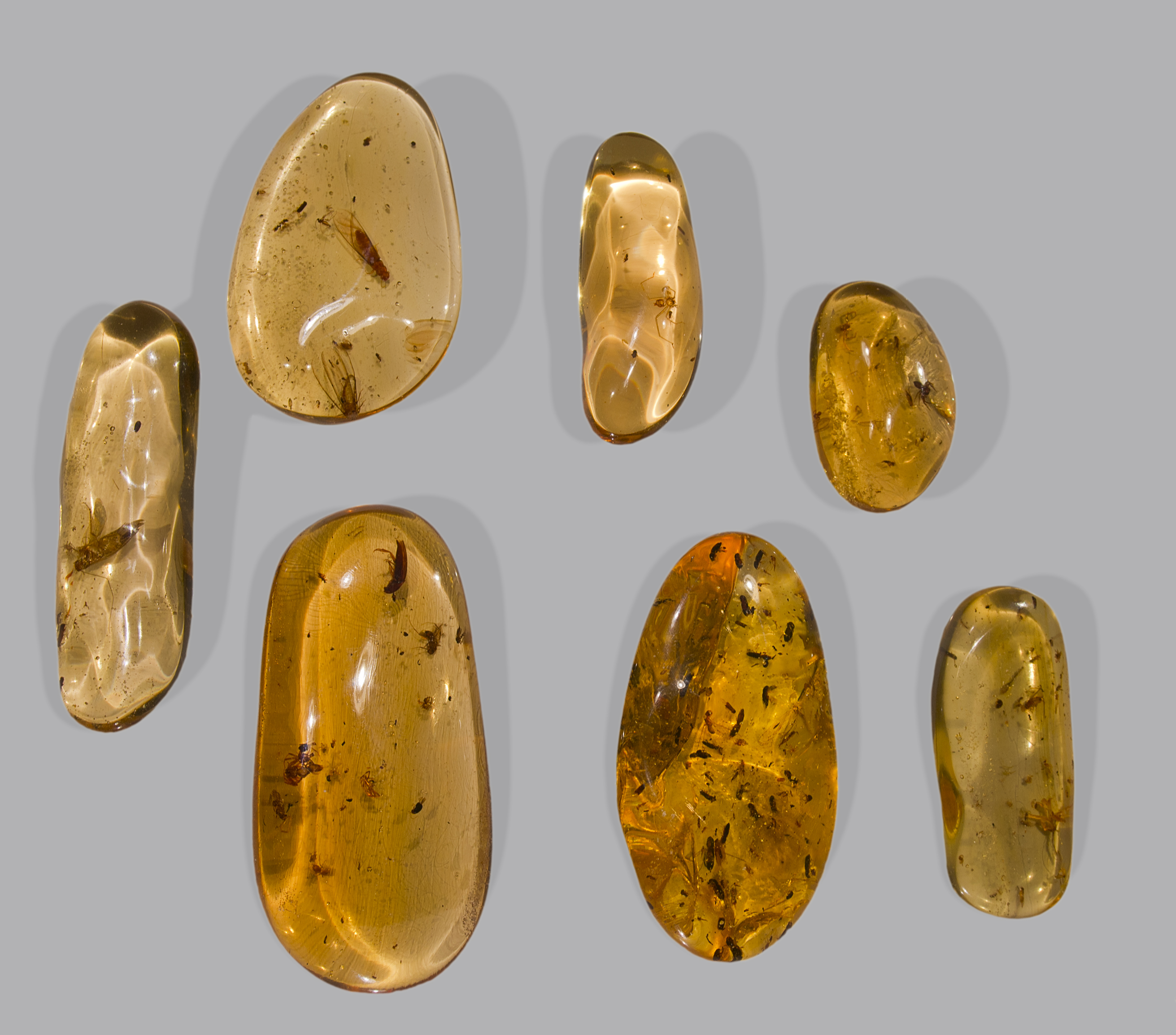
产自马达加斯加的科巴脂，其里面分别包裹着蜘蛛、白蚁、蚂蚁、叩头虫、膜翅目昆虫、蟑螂和花。

柯巴脂是一种天然树脂，僅採集自bursera屬部分品種植物汁液。这个术语特指前哥伦布时期中部美洲文化中用于美洲薩滿文化仪式烧香和其他用途的芳香类树脂。其樹脂中還有芳香劑自然抗生素,多作為香水精油,木料葉片可作為薰香及菸草使用.
在珠寶中文翻譯術語中通常，术语“科巴脂”指聚合过程中间阶段的亚化石树脂，其硬度在一般树脂和琥珀中间。
柯巴脂的名称来自纳瓦特语，意为“香”。如今，不少墨西哥和中美洲的土著人仍然在仪式中使用柯巴脂。
柯巴脂在珠寶術語中泛指大多樹脂未成琥珀的半寶石产于新西兰，马达加斯加群岛、哥伦比亚、印尼等地。科巴脂以多种形式存在。类似琥珀的黄色硬科巴是其中较为便宜的。白色柯巴，象牛奶一样相对更贵一些。
柯巴脂燃烧时会冒白烟，味道似松香，与松香燃烧冒黑烟不同；与琥珀的燃烧的差别在于，它燃烧时，味道略带酸味。另外琥珀燃烧后，会留下黑色的残留物。
考：因为中亚产地大多是柯巴脂，因此，佛教的七宝中的琥珀，应该按地理、以及实情的考量，应为柯巴脂。而不是波罗地海等地的琥珀。
松香与柯巴脂、琥珀的本质是一样。差别是松香是未经地质化的树脂，柯巴脂是未经石化，琥珀已经石化。另外形成年代也有不同。